# 沃庫萊什蒂鄉
47°53′N 26°25′E / 47.883°N 26.417°E
沃庫萊什蒂鄉（羅馬尼亞語：Comuna Văculești, Botoșani），是羅馬尼亞的鄉份，位於該國東北部，由博托沙尼縣負責管轄，面積61平方公里，海拔高度291米，2007年人口2,222，人口密度每平方公里37人。